# Chica de Egtved
La chica de Egtved es un conjunto de restos humanos hallado en la tumba de Egtved, Dinamarca pertenecientes a una joven con una edad comprendida entre los 16 y los 18 años. Además, fue encontrada junto a los restos cremados de un niño de 5 a 6 años en una urna funeraria de cerámica. Encontrada en la localidad homónima danesa, data de aprox. 1370 a.C.
La tumba, situada en el túmulo Storehoj, cercano a la localidad de Egtved, Dinamarca, se excavó por primera vez en 1921.  Poco después del hallazgo, los restos se extrajeron en un bloque compacto, llevándose posteriormente al laboratorio.
La chica de Egtved destaca por su excepcionalidad, tanto en lo que se refiere a las condiciones de conservación como a los datos obtenidos en el análisis científico de los mismos. Especialmente sobresale en el estudio de la movilidad de los seres humanos durante la Edad del Bronce.

## Características y restos

### Cultura material de la tumba

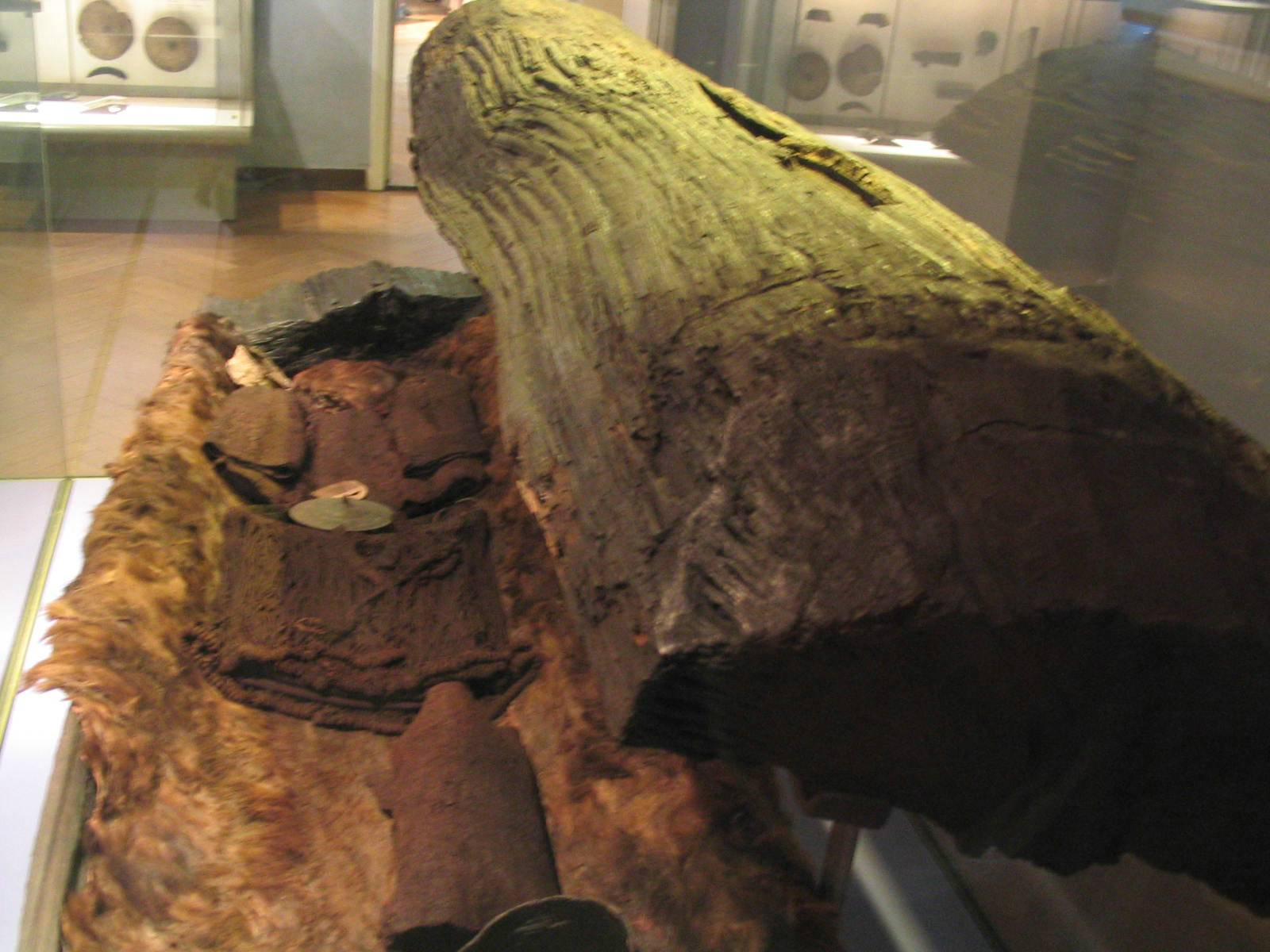
El ataúd de La chica de Egtved.

Los restos se hallaron en un ataúd de tronco de roble, material reservado a la élite. El mismo, una vez analizado a través de la dendrocronología, data de el 1370 a. C. Por otra parte, es precisamente el ambiente ácido y sin oxígeno que había dentro del ataúd el que, muy probablemente, permitió una conservación poco usual de los restos. 
En términos de la cultura material, se encontraron diversos elementos y prendas, en su mayoría de lana. Entre ellos se halló una minifalda trenzada en inusual buena conservación que fue estudiada. Además, se analizaron una cuerda colocada en el contenedor y los restos incinerados de un niño, los cuales mostraba marcas de isótopos de estroncio que debían implicar un origen no local de los restos. Así mismo, al tener varias de las prendas una huella similar a la anterior se observa que los elementos con los que se fabricaron tampoco venían de ahí.
Por otra parte, entre otros de los objetos descubiertos en la tumba, se encontró un cinturón de bronce en forma de disco. Así mismo, hubo otras piezas de oro y bronce depositadas en la tumba junto a los restos de la joven, las cuales, observando las marcas de plomo y otros isótopos, no parecen tampoco provenir de Dinamarca, sino más probablemente ser originarias de Europa central. Además, pese a que no es poco común encontrar piezas semejantes en una tumba, sí supone una excepcionalidad la cantidad de ellas que se halló.

### Bioarqueología de la chica de Egtved
Es importante destacar que, debido al nivel de acidez del interior de la tumba y las condiciones de conservación dentro de la misma, los restos de la chica de Egtved preservados son los que, usualmente, no llegarían a conservarse. El entorno ácido del interior de la tumba produjo, por una parte, la contaminación de los restos de ADN y, por otra, la escasa preservación de los tejidos blandos y duros, a excepción de varios dientes de los que el mejor conservado es el primer molar. Por otra parte, el mismo entorno propició que no sólo la ropa de la chica de Egtved se conservara, sino también sus uñas y cabello.
Respecto a la información bioarqueológica de la chica de Egvted, gran parte de la misma fue obtenida gracias a los estudios llevados a cabo por Karin Margarita Frei en el Museo Nacional de Dinamarca. Dichos estudios involucraban una serie de técnicas de análisis bioquímicos, biomoleculares y geoquímicos y métodos de datación tales como la dendrocronología y el método por radiocarbono.
En primer lugar, se estima, a través de los dientes, que la edad del individuo estaba comprendida entre los 16 y los 18 años, razón por la que se la conoce como “la chica de Egtved”. No obstante, este no fue el único dato que se obtuvo tras analizar su primer molar, ya que al estudiar los restos de carbono y estroncio se observó que sus marcas de estroncio (87Sr/86Sr= 0.71168 hasta 0.71551) no eran proporcionales a los de una persona del territorio de Dinamarca, apareciendo por primera vez la posibilidad de que la chica de Egtved, irónicamente, no fuera ni de Egtved ni “danesa”. 
De la misma forma, a través de otros análisis biomoleculares y geoquímicos de los restos (en especial de las uñas y el molar) se pudieron comparar las marcas de estroncio de la chica (87Sr/86Sr= 0.71168 hasta 0.71551) con el resto de marcas europeas. Así pues, tras esta comparación, se dedujo que la joven debía venir, en todo caso, del territorio de la Selva Negra, Alemania.
Una vez visto que la chica no parecía ser danesa, se procedió a analizar los demás restos orgánicos, entre ellos: su ropa, previamente mencionada, que estaba compuesta de lana y otros elementos no originarios de Dinamarca; y su cabello que, al analizarlo, aportó a la investigación información sumamente relevante. Los restos de pelo, de alrededor de 23 centímetros de largo, se cortaron en cuatro segmentos del más reciente al más antiguo, marcando un periodo de crecimiento de, al menos, 23 meses. Esto significa que el análisis aportó información sobre los últimos 2 años de vida de la chica de Egtved. El segundo y tercer segmento, que abarcaban un periodo de 12 meses, mostraron marcas de estroncio compatibles con las registradas en Dinamarca. No obstante, el primer y cuarto segmento de cabello (el más reciente y el más antiguo) indicaron marcas isotópicas similares a las de Selva Negra, mostrando no sólo que la joven podía ser extranjera, sino que había ido y vuelto de la península de Jutlandia al menos dos veces en sus últimos años de vida.

## Interpretación de los restos
El yacimiento de la chica de Egtved sigue siendo un verdadero misterio debido a algunas de sus peculiaridades, tales como la importante movilidad que tuvo la difunta en vida, la ropa con la que fue enterrada o los restos del niño a su lado. Esto ha favorecido el nacimiento de numerosas teorías acerca de la motivación que la llevó hasta esa región y su rol en la sociedad.   
La primera teoría plantea que ella fuera a la península de Jutlandia como consecuencia de una alianza matrimonial. Probablemente, la chica de Egtved se mudó para casarse con alguien conocido entre ambas regiones.  Esta interpretación podría explicar también por qué la chica de Egtved fue enterrada con objetos singulares, ya que estas alianzas matrimoniales se habrían dado con jefes. En relación con esta teoría, según los datos de los isótopos de estroncio parece ser que las mujeres eran quienes se movían en la Edad del Bronce y esto nos hace deducir que las mujeres no han sido quienes siempre se quedaban con su familia. La movilidad de las mujeres podría implicar que la pauta de residencia era patrilocal.
Una segunda teoría tiene relación con el cinturón que llevaba la chica. El objeto está formado por una pieza de bronce de forma circular y se piensa que puede simbolizar el sol. Esto permitió hipotetizar que la chica de Egtved pudiese ser una sacerdotisa perteneciente al culto al Sol Nórdico o Sól. Así mismo, en tal interpretación la falda hallada podría tener connotaciones rituales. 
Además de las teorías acerca de su procedencia, un factor importante en el estudio de este yacimiento es averiguar el rol del niño enterrado en la tumba y la correlación del mismo con ella. Gracias al estudio realizado entre los resultados del isótopo de estroncio, se llegó a la conclusión de que ambos provenían de fuera de Dinamarca, lo que planteó la teoría de que el niño fuera en realidad su hijo. Por otro lado, esta hipótesis no se puede confirmar debido a la imposibilidad de encontrar ADN en los restos incinerados, aunque la escasa diferencia de edad entre la chica de Egtved, quien comprende una edad entre los 16 y los 18 años, y el niño, entre los 5 y 6 años la hacen muy poco probable.